# Álex Gadea
Alejandro Gadea García-Rojo (Alcira, Valencia, 22 de julio de 1983), más conocido como Álex Gadea, es un actor español.

## Biografía
Alejandro Gadea García-Rojo nació en Valencia el 22 de julio de 1983, aunque es natural de Alzira, capital de la Ribera Alta en la que vivió con su familia hasta los 18 años. Fue precisamente en el IES José María Parra de Alzira donde tuvo su primera toma de contacto con el teatro cuando cursaba la secundaria con 16 años. Con 18 años se trasladó a Madrid para continuar con su formación de Arte Dramático previo paso de un año por la ESAC de Valencia.

## Carrera
Empezó a trabajar al poco de salir de la escuela haciendo teatro en salas off e incursiones en TV , spots publicitarios ( Skoda, Coca Cola), personajes episódicos El comisario, Cazadores de hombres, Lalola (serie de televisión española)Lalola, Hospital Central y su primer protagonista en tv, " Adrenalina" una tv movie coproducción de RTEV Y Tv3 (2007).     
En 2009 protagoniza en la televisión valenciana la serie L'Alqueria Blanca (Canal Nou), una de las series autonómicas con más éxito en los últimos años, donde interpretó al personaje Diego Sanchis. Trabajo que le otorgó el Premio Berlanga (Actor Revelación) en el año 2010. 
Pero no fue hasta 2011 cuando le llegó el reconocimiento popular a nivel nacional con su papel también protagonista, Tristán Castro Montenegro, en El secreto de Puente Viejo (Antena 3).
En agosto de 2013 se confirma su marcha de El secreto de Puente Viejo tras más de dos años y medio de grabación y comienza la gira nacional con la obra de teatro Los justos, de Albert Camus.
En 2014 fichó por la serie Ciega a citas (Cuatro), donde interpretó el papel del periodista Sergio Feo.
En 2015, se estrena la serie de Bambú Seis hermanas, de La1, donde interpreta el papel del doctor Cristóbal Loygorri.
En abril de 2017, Álex empieza un nuevo proyecto de teatro, en el papel de Christian de Neuvillette, en Cyrano de Bergerac, de Edmond Rostand. 
Simultáneamente con la gira teatral, Álex ficha por la serie de Antena 3, Tiempos de guerra, establecido en Marruecos durante la guerra colonial. En la ficción, el actor dará vida a Andrés Pereda, un oficial del ejército español, que abandona Madrid, para combatir en el norte de África.
En junio de 2018 el actor alzireño repite camino profesional con Bambú Producciones, en esta ocasión con Instinto, un thriller erótico. La ficción la protagoniza Mario Casas consta de una temporada de ocho capítulos. En septiembre del mismo año la Cadena Ser anuncia que ha fichado por Toy Boy la nueva serie de Antena 3. En esta ficción de Plano a Plano el actor da vida al personaje de Mateo Medina.  
El cuatro de octubre del 2019 estrena la función teatral Mariana Pineda, obra del autor granadino Federico García Lorca. Dirigida por Javier Hernández Simón y protagonizada por la actriz Laia Marull. Aquí interpreta al personaje de Pedro de Sotomayor. La función goza de una extensa gira con más de setenta representaciones y se representa en el Teatro Español de Madrid, en enero del 2021. Durante este periodo protagoniza también Historias de Alcafrán, una comedia rural emitida en RTVE en el otoño del 2020 y llevada a cabo por Nueva Línea Producciones.
En 2021 vuelve a la popular ficción autonómica L'Alqueria Blanca y retoma su papel de Diego Sanchís durante una temporada. Nuevamente vuelve a compaginarlo con las tablas. En esta ocasión en el festival Clásicos de Alcalá con "El médico de su honra" de Calderón de la Barca. Es una reposición de la prestigiosa función que dirigió Adolfo Marsillach en su etapa al frente de la CNTC. Interpreta a Don Arias.
A finales del 2021, Gadea ficha por Sin Huellas, una producción de Zeta Studios y Amazon Prime, dando vida al personaje de Eduardo Roselló. La ficción consta de ocho capítulos y se estrenó en marzo del 2023. 
En el 2022, el actor valenciano se incorpora a la mítica ficción de los hermanos Caballero, "La que se avecina". Participa en las temporadas trece y catorce en el papel de Alonso Martínez.
En el 2023 estrena la función "Ortega" con Teatro Urgente. Con un texto de Karina Garantivá y bajo la dirección de Ernesto Caballero, abren la nueva temporada del teatro Galileo. 
En ese mismo periodo se incorpora a "1992" una producción de Pokeepsie y Netflix, dirigida por Álex de la Iglesia. Interpreta a Álvaro. La ficción está pendiente de estreno para 2024. 
A finales del 2023, Gadea se incorpora al elenco de la "Regenta", la nueva producción teatral de Secuencia3. Bajo la dirección de Helena Pimenta y la adaptación de Eduardo Galán, Álex dará vida al magistral Fermin de Pass. La función se estrenará en febrero del 2024 en el teatro Fernán Gomez de Madrid y estará de gira por todo el país durante el 24 y parte del 2025.

## Proyectos
Álex Gadea colabora desde 2008 con Intermon Oxfam  con la que ha realzado diversas campañas.  También lo hemos podido ver apoyando diversas causas como " Save The Artic" visitando la Casa Ronald Mcdonald o la fundación el "Arca de Noe" con la campaña "Hoy adoptas tú". 
En diciembre de 2013 el actor valenciano participa en el cartel oficial de un evento benéfico organizado por A.U.P.A, una asociación sin ánimo de lucro dedicada al cuidado de canes abandonados y a promover su adopción.

## Formación
Estudió en la Escuela del Actor de Valencia para más tarde continuar sus estudios en la Escuela de Arte Dramático de Cristina Rota.

## Filmografía

### Series
| Año                      | Título                     | Personaje                         | Cadena                  | Datos         |
| ------------------------ | -------------------------- | --------------------------------- | ----------------------- | ------------- |
| 2007                     | El comisario               |                                   | Telecinco               | 2 episodios   |
| 2008                     | Hospital Central           | Miguel Mora                       | Telecinco               | 4 episodio    |
| 2008                     | Cazadores de hombres       |                                   | Antena 3                | 1 episodio    |
| 2009                     | Lalola                     | Luis                              | Antena 3                | 2 episodios   |
| 2009 - 2011; 2021 - 2023 | L'Alqueria Blanca          | Diego Sanchis                     | Canal Nou / À Punt      | 100 episodios |
| 2011                     | Los protegidos             | Ángel Gutiérrez                   | Antena 3                | 1 episodio    |
| 2011 - 2013              | El secreto de Puente Viejo | Tristán Ulloa Montenegro          | Antena 3                | 666 episodios |
| 2014                     | Ciega a citas              | Sergio Feo                        | Cuatro                  | 140 episodios |
| 2015 - 2017              | Seis hermanas              | Cristóbal Manuel Loygorri del Amo | TVE1                    | 489 episodios |
| 2017                     | Tiempos de guerra          | Andrés Pereda                     | Antena 3                | 13 episodios  |
| 2019                     | Instinto                   | Raúl Pascual                      | #0                      | 5 episodios   |
| 2019                     | Toy Boy                    | Mateo Medina de Solís             | Antena 3                | 13 episodios  |
| 2020                     | Historias de Alcafrán      | Alejandro "Álex" Subirats         | La 1                    | 5 episodios   |
| 2022 - 2023              | La que se avecina          | Alonso Martínez Valero            | Prime Video / Telecinco | 13 episodios  |
| 2023                     | Sin huellas                | Eduardo Roselló                   | Prime Video             | 7 episodios   |

### Cine
| Año  | Película               | Dirección                             | Personaje    | Producción                   |
| ---- | ---------------------- | ------------------------------------- | ------------ | ---------------------------- |
| 2011 | El Nuevo Orden         | José Luis Valdivia                    | Protagonista | Ventura Films                |
| 2007 | Adrenalina (Telefilme) | Ricard Figueras y Joseph Johnson Camí | Álex         | In Vitro Films y Conta Conta |

### Cortometrajes
| Año  | Título                        | Dirección                     | Personaje    | Producción                  |
| ---- | ----------------------------- | ----------------------------- | ------------ | --------------------------- |
| 2014 | Cocote (Historia de un perro) | Pacheco Iborra                | Señor        | Odessa Films                |
| 2013 | Valentina                     | Moisés Romera y Marisa Crespo | Toni         | Proyecta Films              |
| 2013 | On Fire                       | Alberto Evangelio             | Álex Pereira | Valentia Records & Beniwood |
| 2012 | El carnicero                  | Tonet Ferrer                  | -            | Innova Art                  |
| 2009 | Turno de noche                | Víctor Palacios               | Gaby         | Beniwood Producciónes       |

### Teatro
| Año         | Título                 | Autor                 | Dirección                | Compañía                            |
| ----------- | ---------------------- | --------------------- | ------------------------ | ----------------------------------- |
| 2020        | Mariana Pineda         | Federico García Lorca | Javier Hernández-Simón   |                                     |
| 2017        | Cyrano de Bergerac     | Edmond Rostand        | Alberto Castrillo-Ferrer | Rovima Producciones Teatrales       |
| 2013 - 2014 | Los justos             | Albert Camus          | Javier Hernández-Simón   | Compañía 611,Sala Mirador           |
| 2013        | Un cuento para adultos | Yassin Serwan         | Yassin Serwan            | Compañía Ítaca, Sala Mirador        |
| 2008        | Hasta que oscurezca    | -                     | José Burgos y Kim Warsen | Sala Mirador                        |
| 2008        | Desde arriba           | -                     | Paloma Montoro           | Sala Tarambana                      |
| 2006        | Beauty                 | -                     | Pedro Berdayes           | Sala Cuarta Pared                   |
| 2005        | Nostalgia del Mar      | -                     | Paloma Montoro           | Sala Fernando de Rojas              |
| 2003        | Pan de ayer            | -                     | -                        | Compañía La Marabunta, Sala El Soho |
| 2002        | A veces pasa           | -                     | Ricardo Herrero          | -                                   |
| 2002 - 2006 | Katarsis del tomatazo  | -                     | Cristina Rota            | Sala Mirador                        |
| 2000        | Soledad de un poeta    | Lecturas dramáticas   | -                        | Compañía Algarabía                  |

### Publicidad
- Coca Cola Light spot publicitario, producción "Sesión Continua".
- Skoda Fabia spot publicitario, producción "Arena Shorts".

### Programas de televisión
- C'è posta per te en Canale 5 Invitado Especial (17 de enero de 2015)
- Ahora caigo en Antena 3 Invitado Especial (7 de diciembre de 2011)

## Premios
| Año  | Premio                         | Categoría              | Serie                      |
| ---- | ------------------------------ | ---------------------- | -------------------------- |
| 2010 | III Premios García Berlanga    | Mejor actor revelación | L'Alqueria Blanca          |
| 2012 | Premios Magazine Estrella 2011 |                        | El secreto de Puente Viejo |
| 2013 | European Soap Fan Day 2013     | Mejor actor extranjero | El secreto de Puente Viejo |